# Triphora perversa
Triphora perversa är en snäckart. Triphora perversa ingår i släktet Triphora och familjen Triphoridae. Inga underarter finns listade i Catalogue of Life.